# Камбоджа на літніх Олімпійських іграх 2024
Камбоджа брала участь у літніх Олімпійських іграх 2024 в Парижі, які тривали з 26 липня по 11 серпня 2024 року. Ця Олімпіада стала восьмою участю країни в літніх Олімпійських іграх після повернення до змагань на літніх Олімпійських іграх 1996 року.

## Спортсмени
Країну на Олімпійських іграх 2024 року представляли 3 спортсмени — 1 у легкій атлетиці та 2 у плаванні, з них 2 чоловіки і 1 жінка. Усі 3 спортсмени отримали путівки на Олімпіаду за принципом вайлд-кард. Вони самі не пройшли кваліфікацію на Олімпійські ігри.
У легкій атлетиці країну представляв один бігун на середні дистанції. На іграх країну представляв Чхун Бунторн, який виступав у змаганнях з бігу на 800 метрів серед чоловіків. У першому попередньому забігу він з результатом 1:53,31 зайняв 9-те місце, а в другому ппередньому забігу з часом 1:53,42 зайняв 8-ме місце, та не пройшов до наступного етапу.
Камбоджу на змаганнях з плавання представляли двоє спортсменів, які мали іноземне громадянство, які отримали місця за універсальною квотою. У плаванні на 100 метрів вільним стилем серед чоловіків Антуан де Лаппаран у попередньому запливі показав лише загальний 67-ий час із результатом 52,95 сек, та не потрапив до фінального запливу. У плаванні на 50 метрів вільним стилем серед жінок Апсара Сакбун з часом 26,90 сек зайняла лише 38-ме місце у попередньому запливі, та також не потрапила до фіналу.